# Maxime Sauvé
Maxime „Max“ Sauvé (* 30. Januar 1990 in Chambray-lès-Tours, Frankreich) ist ein kanadischer Eishockeyspieler mit französischem Pass, welcher seit der Saison 2015/16 bei den Hershey Bears aus der American Hockey League unter Vertrag steht.

## Karriere
Sauvés begann seine Karriere in der Saison 2005/06 bei den Laurentides Vikings in der unterklassigen Juniorenliga QMAAA. In der Saison 2006/07 und zu Beginn der darauffolgenden Spielzeit war der Angreifer für die Québec Remparts in der Ligue de hockey junior majeur du Québec (QMJHL) aktiv, ehe er zum Ligakonkurrenten Val-d'Or Foreurs wechselte.
Im Februar 2009 nahm ihn die Organisation der Boston Bruins unter Vertrag, die ihn zuvor im Rahmen des NHL Drafts in der zweiten Runde gedraftet hatten. Nach ansprechenden Leistung bei den Providence Bruins, dem Farmteam der Boston Bruins durfte der Kanadier im März 2012 ein Spiel in der National Hockey League absolvieren. Im März 2013 transferierten ihn die Bruins im Austausch gegen Rob Flick an den Ligarivalen Chicago Blackhawks, wo Sauvé jedoch keine Einsätze erhielt und ebenfalls ins AHL-Farmteam, die Rockford IceHogs, geschickt wurde.
Zur Saison 2013/14 wechselte der Linksschütze innerhalb der AHL zu den Norfolk Admirals, für die er 14 Scorerpunkte in 47 Spielen erzielte. 
Nachdem sich die Hoffnung auf eine Vertragsverlängerung bei den Admirals für die Saison 2014/15 nicht erfüllte,  wechselte Sauvé nach Europa und unterschrieb nach einem Probetraining, in welchem er insbesondere durch seine Schnelligkeit überzeugte, einen Vertrag bis Saisonende bei den Kölner Haien aus der Deutschen Eishockey Liga, wo er entsprechend seinem Geburtsjahr die Trikotnummer 90 erhielt. Nachdem sich die Haie nach einer sportlich enttäuschenden Hauptrunde nicht für die Play-offs qualifizieren konnten, entschied man sich zu einem personellen Umbruch und trennte sich daraufhin auch von Sauvé.
Im August 2015 wurde bekannt, dass Sauvé in Nordamerika für die Saison 2015/16 einen  Einjahresvertrag bei den Hershey Bears, dem AHL-Farmteam der Washington Capitals, unterschrieben hat.

## Sonstiges
Sauvé stammt aus einer eishockeybegeisterten Familie. Sein Vater Jean-François absolvierte für die Buffalo Sabres und die Nordiques de Québec 326 Partien in der NHL. Sein Onkel Bob und sein Cousin Philippe waren beide erfolgreiche Torhüter, die Spiele in der NHL bestritten. Philippe Sauvé war zuletzt bei den Hamburg Freezers in der DEL unter Vertrag.
Maxime Sauvé wurde in Chambray-lès-Tours geboren, da sein Vater zu der Zeit als Profi bei den Diables Noirs de Tours tätig war. 1991 beendete Jean-François Sauvé seine Karriere und kehrte mit seiner Familie nach Kanada (Boisbriand, Québec) zurück, wo Maxime Sauvé auch aufwuchs.

Der Angriffsspieler ist nach Antoine Roussel, Cristobal Huet, Philippe Bozon und Stéphane Da Costa der fünfte in Frankreich geborene Profi, der in der NHL debütierte.

## Erfolge und Auszeichnungen
- 2008 CHL Top Prospects Game
- 2008 Goldmedaille bei der U18-Junioren-Weltmeisterschaft

## Statistik
Stand: Ende der Saison 2014/15